# إليجاه ماغواير
إليجاه ماغواير (بالإنجليزية: Elijah McGuire)‏ هو لاعب كرة قدم أمريكية أمريكي، ولد في 1 يونيو 1994 في هوما في الولايات المتحدة.

## وصلات خارجية
- إليجاه ماغواير على موقع كلية كرة السلة في سبورتس رفرنس.كوم (الإنجليزية)
- إليجاه ماغواير على موقع ريلجم (الإنجليزية)
- إليجاه ماغواير على موقع مرجع كرة القدم المحترفة.كوم (الإنجليزية)